# Beyazıt Öztürk

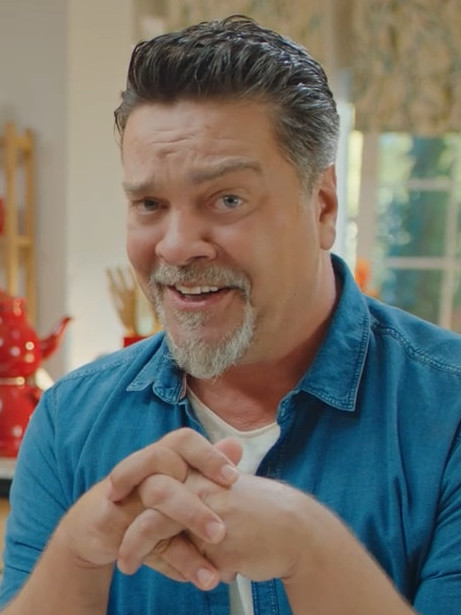
Beyazıt Öztürk, 2020

Beyazıt Öztürk (* 12. März 1969 in Bolu, Türkei) ist ein türkischer Showmaster, Schauspieler und Entertainer. Er war der Moderator der türkischen Talkshow Beyaz Show. Öztürk ist vor allem unter dem Namen Beyaz bekannt.

## Karriere
Im deutschen Fernsehen trat Öztürk bereits mehrfach in der Show TV total auf. Nach seinem ersten Auftritt in der Sendung TV total wurde die Ausgabe anschließend auch auf dem türkischen Sender Kanal D ausgestrahlt. Ein prominenter Deutscher, der bereits in der Beyaz Show zu Gast war, ist Stefan Raab.
Seit 2018 ist er Jurymitglied der Show O Ses Türkiye, der türkischen Version von The Voice.

## Filmografie
- 1997: Nihavend Mucize
- 2000: Dansöz
- 2002: Biz Size Aşık Olduk
- 2002: Sır Çocukları
- 2004: Karım ve Annem
- 2005: O Şimdi Mahkum
- 2005: Hacivat Karagöz Neden Öldürüldü?
- 2006: Başka Yerde Yok (TV)
- 2009: Kurtlar Vadisi Pusu (Cameo-Auftritt TV)
- 2011: Denizbank 2011
- 2012: Yalan Dünya

## Diskografie
Alben
- 1998: Türküler

Singles
- 2006: İndik Rum'da Kışladık (mit Haluk Bilginer)
- 2008: Yalnız İnsan (Live)
- 2013: Çileli Masal (mit Jilet)
- 2016: Yüksek Yüksek Tepelere
- 2016: Bağdat (mit Ayla Çelik)
- 2020: Parti - Şiki Şiki Baba (mit Ayla Çelik - Cameoauftritt von Gökhan Tepe)

Gastauftritte
- 2017: Sevda Çocukları (von Gökhan Tepe – im Musikvideo)